# Pedro Laurenz

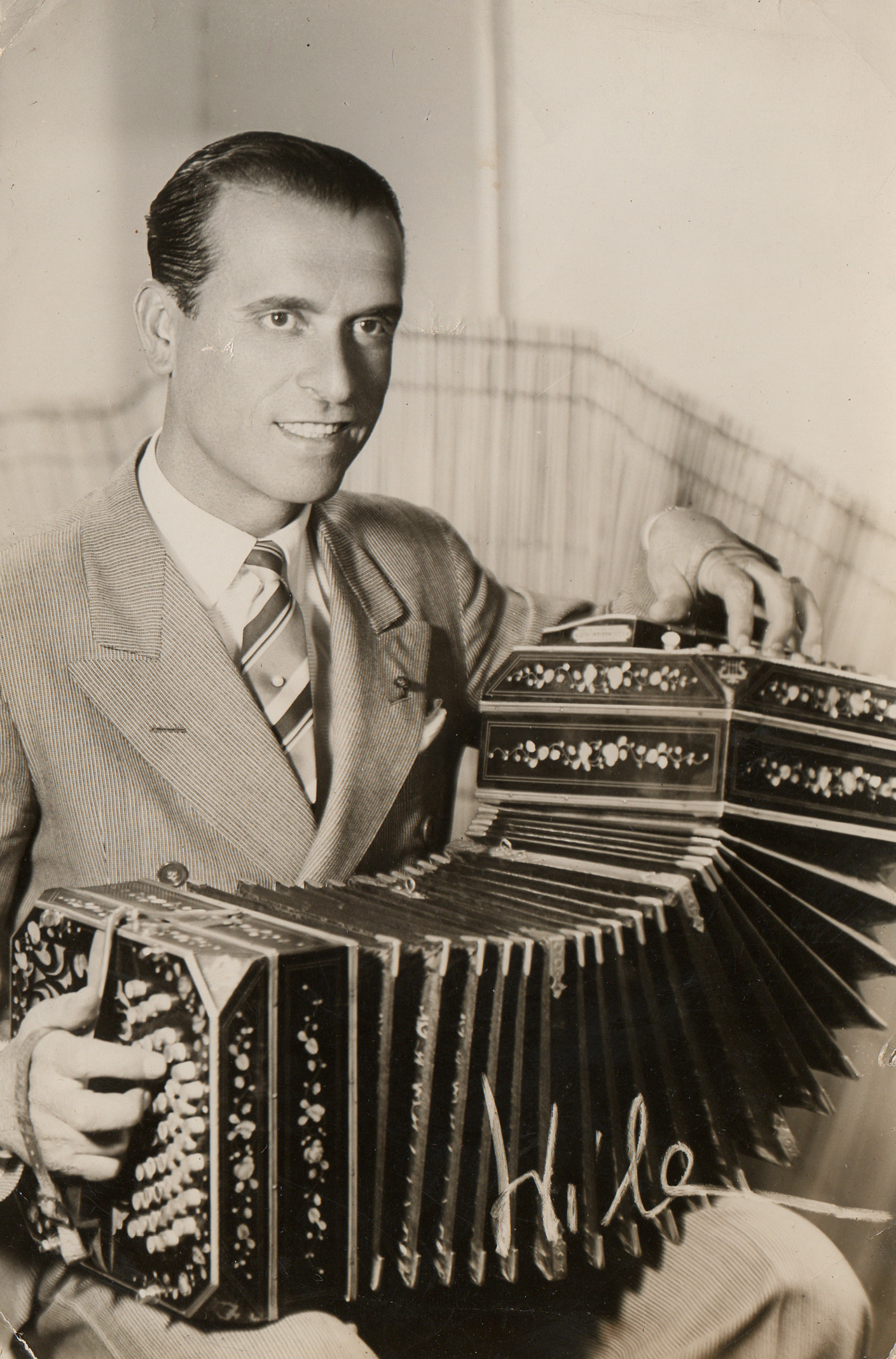
Pedro Laurenz

Pedro Laurenz (* 10. Oktober 1902 in Buenos Aires; † 7. Juli 1972 in Buenos Aires; eigentlich Pedro Blanco Acosta) war ein argentinischer Musiker (Bandoneonist, Violinist), Arrangeur, Bandleader und Komponist des Tango.

## Einige Kompositionen
- A Belisario
- Amurado
- Anselmo Acuña el resero
- Berretín
- Como dos extraños
- Coqueta
- De puro guapo
- Enamorado
- Mal de amores
- Mala Junta (gemeinsam mit Julio De Caro)
- Marinera
- Milonga de mis amores
- Orgullo criollo (gemeinsam mit Julio De Caro)
- Patria mía
- El Rebelde
- Rechiflao
- La Revancha
- Risa loca
- Siete colores
- Tuve un sueño
- Vieja amiga

## Diskografie (Auswahl)

### LPs
- Historia de un bandoneón (1967)
- Orgullo criollo (1977)

### CDs
- Pedro Laurenz interpreta a Pedro Laurenz (1992)
- Milonga de mis amores (1937-1944) (1996)
- Mala junta (1997)